# Joseph Louis Proust

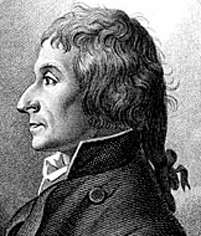
Joseph Louis Proust gezeichnet von Ambroise Tardieu (1788–1841) um 1795

Joseph Louis Proust (* 26. September 1754 in Angers; † 5. Juli 1826 ebenda) war ein französischer Chemiker. Proust war einer der führenden Analytiker seiner Zeit und stellte nach ausführlichen Untersuchungen über Kupfercarbonat, Zinnoxide und  Eisensulfide das Gesetz der konstanten Proportionen auf.

## Leben und Wirken
Als dritter Sohn des Apothekers Joseph Proust und seiner Ehefrau Marie Rosalie, geborene Sartre, absolvierte Proust zunächst eine Apothekerausbildung bei seinem Vater. Seine Eltern waren seit dem 30. April 1748 miteinander verheiratet. Er besuchte ein lokales Collège der Oratorianer, Collège des Oratoriens. Hiernach studierte er u. a. in Paris bei Hilaire Marin Rouelle (1718–1779) im Jardin des Plantes Chemie und wurde dessen Schüler. Nach seinem Studium wirkte er zunächst als Lehrer am Lycée du Palais Royal und später in der Funktion als Oberapotheker am Hôpital de la Salpêtrière.
Ende des Jahres 1778 nahm Proust erstmals seine berufliche Tätigkeit in Spanien auf, dem Land, in dem er den größten Teil seines Berufslebens verbringen sollte. Ab 1778 bis 1780 war er als Professor der Chemie im Real Seminario de Vergara tätig. Proust blieb nur kurze Zeit in Vergara und kehrte im Juni 1780 nach Frankreich zurück.

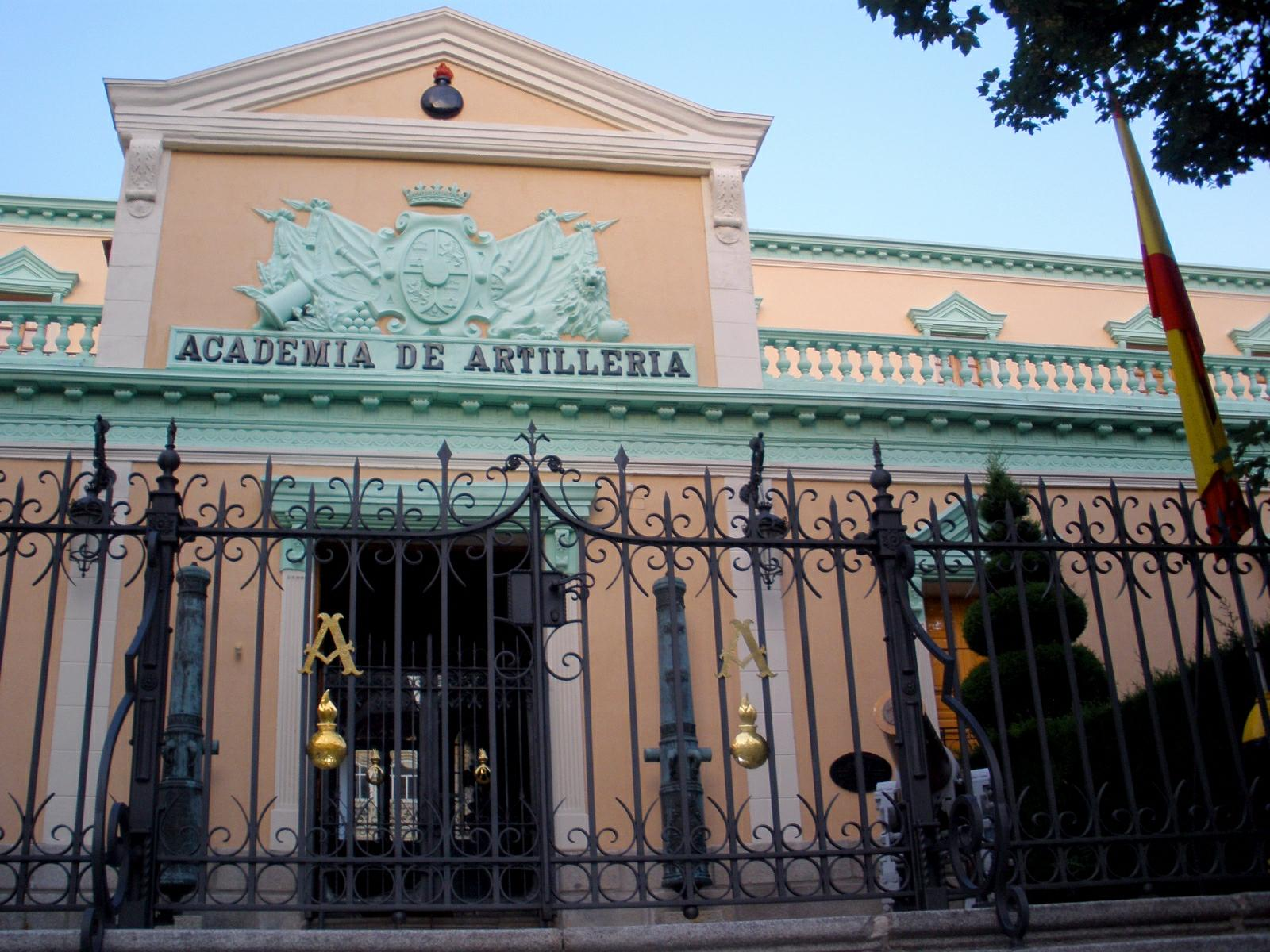
Academia de Artillería de Segovia

Am 11. Dezember 1781 gründete Jean-François Pilâtre de Rozier das erste Museum der Technik (musée technique), in dem er physikalische Experimente und Vorträge über die Naturwissenschaft besonders für das adlige Publikum veranstaltete. Bis 1784 lehrte Proust Chemie am musée technique. In dieser Zeit in Paris war Proust eng mit Pilâtre verbunden und sammelte aerostatische Erfahrungen (Heißluftballon). Beide führten eine Ballonfahrt am 23. Juni 1784 in Versailles durch.
Auf Wunsch der spanischen Regierung des Jahres 1785 und auf Grund einer Vereinbarung zwischen dem spanischen König Karl III. und Frankreichs Ludwig XVI. sowie einer Empfehlung von Antoine Laurent de Lavoisier begann Proust erneut Chemie in Spanien zu lehren.
Das Angebot bestand aus einem für ihn finanziell einträglichen Posten und so ging er im Jahre 1786 erneut nach Spanien. Er unterrichtete zuerst in Madrid, aber im Jahre 1788 zog er nach Segovia als Professor für Chemie an der königlichen Artillerieschule Real Colegio de Artillería de Segovia, wo die Chemie zu einem Pflichtfach gemacht worden war. Proust lehrte und experimentierte dort und führte darüber hinaus noch geologische und mineralogische Untersuchungen und Analysen für die Regierung durch.
Ab dem Jahre 1791 war er in gleicher Position dann in Salamanca und in Folge, vom April 1799 an, wiederum in der spanischen Hauptstadt tätig. An einem Samstag, dem 30. Juni 1798 heiratete Proust die in Segovia lebende Französin Rose Anne Chêtelain Daubigné († 1817). Beide hatten keine Kinder.
In Madrid stand ihm ein neu organisiertes chemisches Laboratorium, das zu den besten bestehenden Einrichtungen gehörte, zur Verfügung. Es wurde vom spanischen König finanziert. Selbst einfachste Apparate sollen aus Platin gewesen sein und Fourcroy berichtete, dass die teuersten in Paris bei Fortin hergestellten Apparate dorthin gingen. Dieses Laboratorium wurde 1808 während der Belagerung von Madrid durch napoleonische Truppen durch die Einwohner Madrids zerstört bzw. geplündert und dabei auch die Aufzeichnungen von Proust vernichtet. Proust selbst kehrte schon gegen Ende des Jahres 1806 aus unklaren Gründen nach Frankreich zurück mit Erlaubnis des Königs. Er war verarmt und gezwungen seine Mineraliensammlung zu verkaufen. Obwohl Napoleon ihm anbot, eine Zuckerfabrik zu leiten, lebte er zunächst in bescheidenen Verhältnissen in Craon und verbrachte viel Zeit in seinem Familienbetrieb, den er im Loire-Tal, Val de Loire übernommen hatte. Proust und seine Frau erkrankten um das Jahr 1810. Sie starb 1817 und Proust verlegte seinen Lebensmittelpunkt erneut in seine Heimatstadt Angers, wo er im Jahre 1820 die Apotheke von seinem Bruder François Jacques Proust (1756–1808), der in einem schlechten Gesundheitszustand war, übernahm. 1816 wurde er Mitglied der französischen Akademie der Wissenschaften mit einer Sondererlaubnis (da er nicht in Paris wohnte wie eigentlich für Akademiemitglieder erforderlich), und neben den Bezügen der Akademiemitglieder erhielt er auch eine kleine Pension vom französischen König. Er wurde als Person großer Unabhängigkeit und Originalität charakterisiert, lebhaft und ein Freund humorvoller Unterhaltung.

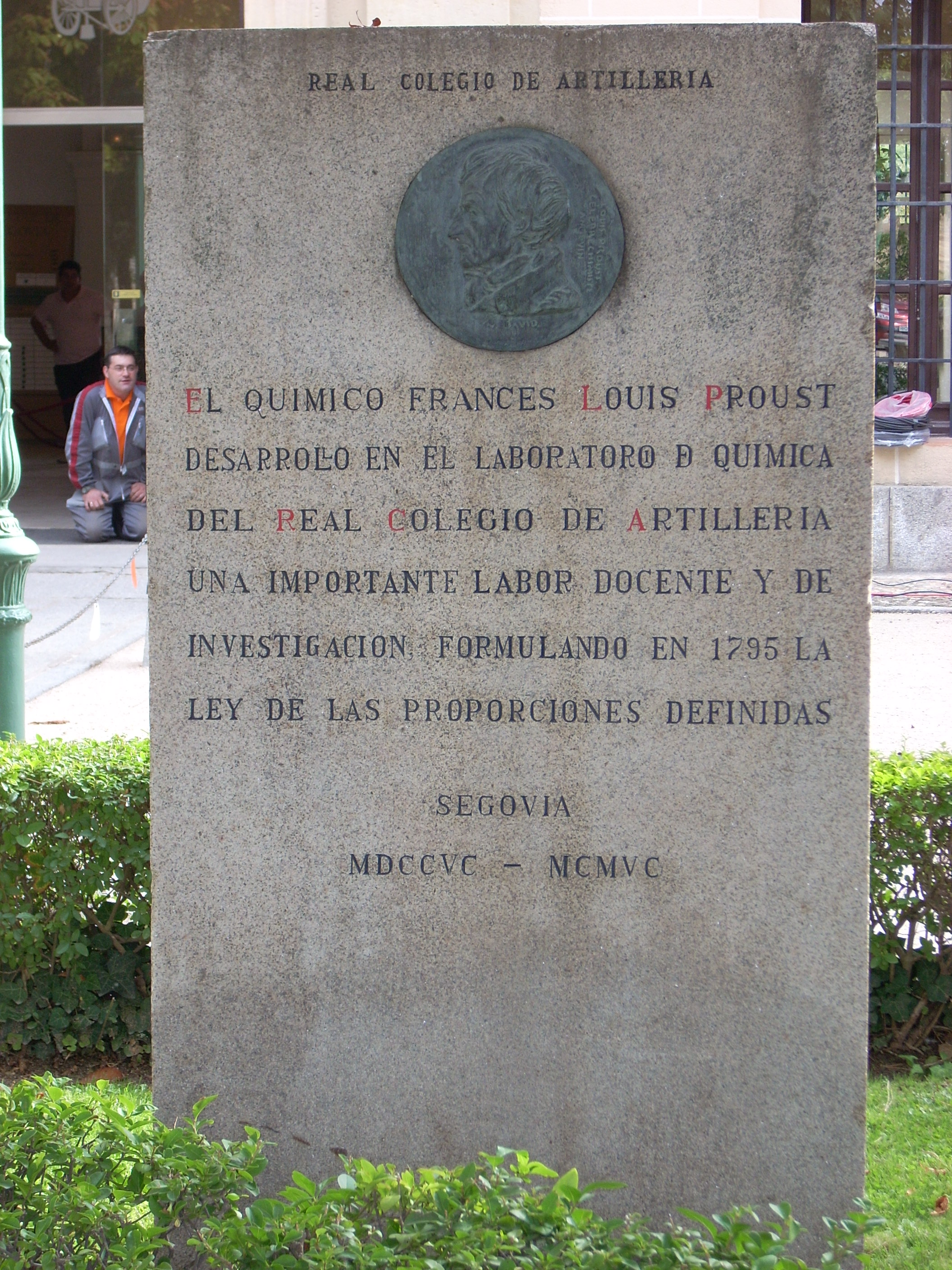
Monument am Eingang des Real Colegio de Artillería de Segovia

## Wissenschaftliche Leistungen
Er formulierte das Gesetz der konstanten Proportionen, eins der grundlegenden chemischen Prinzipien. Das Gesetz selbst war in der chemischen Praxis schon länger bekannt und galt sogar nach der französischen Enzyklopädie von 1765 als Dogma von ewiger Wahrheit. Formuliert wurde es aber explizit vor allem durch Proust, der als geschickter analytischer Chemiker 1797 bis 1809  zahlreiche Mineralien und Metallverbindungen untersuchte. So fand er, dass künstliches und natürliches Kupfercarbonat dieselbe feste Zusammensetzung haben und kommentierte dies 1799 so:

« Ces proportions toujours invariables, ces attributs constants qui caractérisent les vrais composés de l’art, ou ceux de la nature, en un mot, ce pondus natur&aelig; si bien vu de Staahl; tout cela, dis-je, n’est pas plus au pouvoir du chimiste que la loi d’élection qui préside à toutes les combinaisons »

„Diese immer unveränderlichen Proportionen, diese konstanten Merkmale, welche die Verbindungen der Kunst oder der Natur kennzeichnen, mit einem Worte: dieses „pondus naturae“ das Stahl so klar gesehen hat: alles dies, sage ich, steht nicht mehr in der Gewalt der Chemiker als das Auswahlgesetz, welches alle Verbindungen beherrscht.“

Das Bild von der Waage der Natur stammte schon von Seneca. Größere Aufmerksamkeit fand das Gesetz bei den Chemikern erst, als Claude Louis Berthollet das Gesetz in seinem 1803 veröffentlichten Essai de statique chimique kritisierte. Nach Berthollet können in gewissen Grenzen beliebige Verhältnisse auftreten. Proust wies in dem Disput nach, dass es sich bei den von Berthollet untersuchten Oxiden um Mischungen verschiedener Oxide desselben Metalls handelte, aber jeweils in konstantem Verhältnis von Metall zu Sauerstoff. Er nahm also das im Allgemeinen Dalton zugeschriebene Gesetz der multiplen Proportionen schon vorweg. James Riddick Partington gibt in seiner Geschichte der Chemie als früheste Formulierung des Gesetzes der konstanten Proportionen durch Proust eine Stelle in seinem Aufsatz über Preußisch Blau von 1797 an, wobei er erwähnt, dass Eisenoxid in zwei Formen vorkommt, jeweils mit festen Gewichtsverhältnissen zum Sauerstoff.
Er beschäftigte sich mit der Chemie des Tannins (1798) und der Citronensäure (1801).
Weitere lebensmittelchemische Probleme wurden von ihm aufgegriffen: 1802 gelang ihm der Nachweis von Glucose im Most.
Die Kohlenhydratchemie und insbesondere die der Zucker wurde in den Jahren 1806 bis 1809 vertieft. 1818 fand die Käse-Herstellung sein Interesse. Dabei entdeckte er die Aminosäure Leucin. Außerdem entwickelte er die Schwefelwasserstofffällung als analytische Methode.

## Ehrungen
- Er war seit 1795 Mitglied der Académie des sciences.[10]
- 1808 wurde er zum auswärtigen Mitglied der Bayerischen Akademie der Wissenschaften ernannt.[11]
- 1832 erhielt ein bis dahin als Lichtes Rotgültigerz bekanntes Mineral ihm zu Ehren den Namen Proustit.[12]

## Werke (Auswahl)

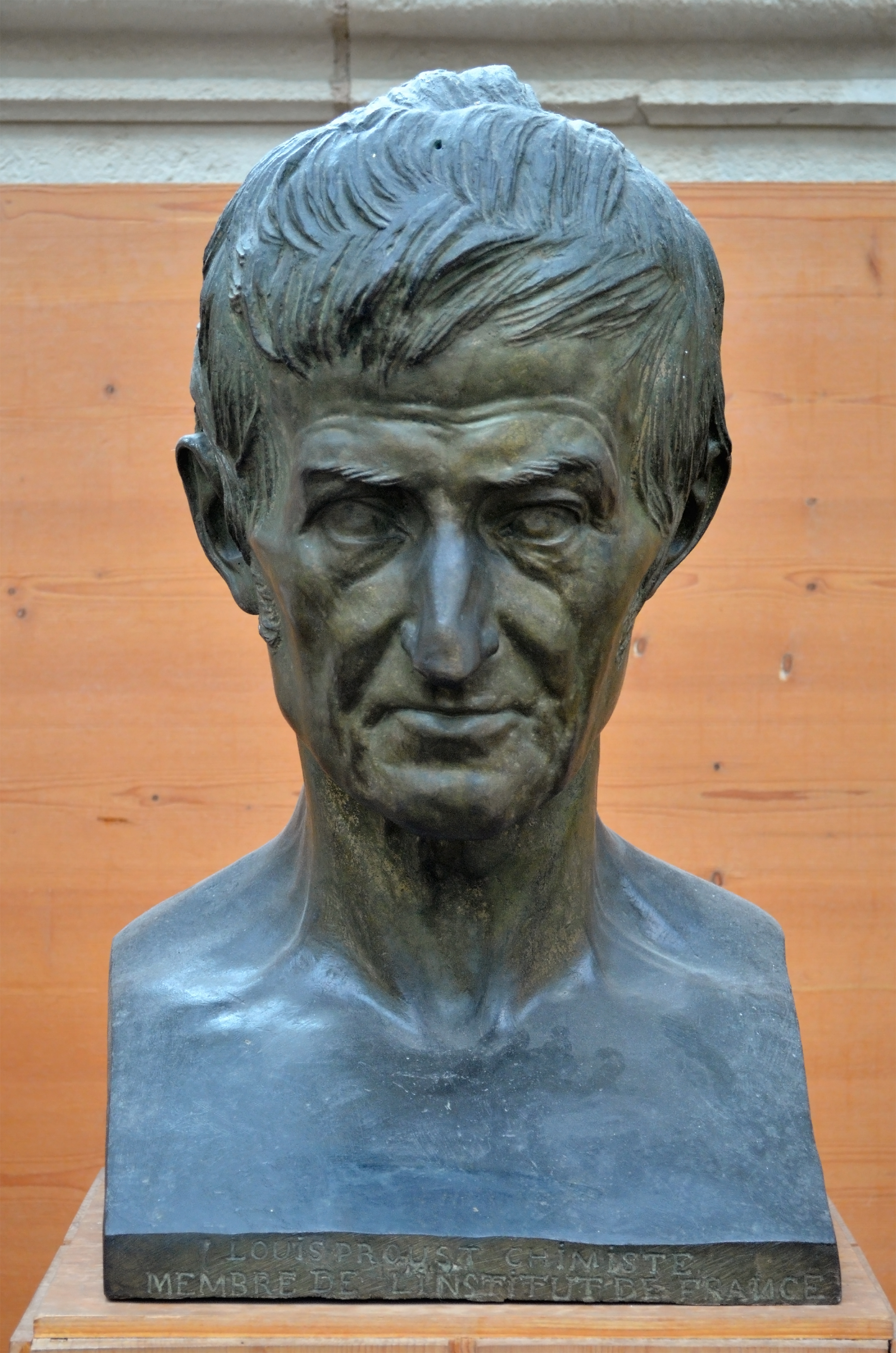
Joseph Louis Proust, David d’Angers (1831).

- Annales de Historia Natural, zusammen mit Christian Herrgen, Domingo García Fernández und Antonio José Cavanilles, 1799[13]
- Différentes observations de chimie (1805)
- Mémoire sur le sucre de raisin (1808)
- Recherches sur le meilleur emploi des patates, ou pommes de terre, Paris: Mme Huzard, juin 1818, in-8° (ungewiß)
- Sur une analogie remarquable entre les eaux de quelques parties du golfe de Californie et celles des lacs de Sodome et d’ Urmia en Perse (1821)
- Sur l’existence vraisemblable du mercure dans les eaux de l’Océan (1821)
- Essai sur une des causes qui peuvent amener la formation du calcul (1824)